# آیگستان (آسکران)
آیگستان (به ارمنی: Այգեստան) یک منطقهٔ مسکونی در جمهوری آرتساخ است که در استان آسکران واقع شده‌است. آیگستان ۱۰۹۱ نفر جمعیت دارد.